# Ginásio Teixeirinha
Ginásio Teixeirinha – brazylijska hala sportowo-widowiskowa położona w Passo Fundo.  Została otwarta w 2004. Jest wykorzystywana do sportowych wydarzeń, jak również do koncertów. Może pomieścić 10 000 widzów.